# Čeminac
Čeminac är en ort i Kroatien.   Den ligger i länet Baranja, i den östra delen av landet, 210 km öster om huvudstaden Zagreb. Čeminac ligger 88 meter över havet och antalet invånare är 1 113.
Terrängen runt Čeminac är platt. Runt Čeminac är det glesbefolkat, med 16 invånare per kvadratkilometer. Närmaste större samhälle är Osijek, 15,2 km söder om Čeminac. Trakten runt Čeminac består till största delen av jordbruksmark.